# Cor Filharmonia
El Cor Filharmonia es va fundar l'any 1976 a Girona. Inicialment el cor s'anomenava Coral Oidà i l'any 1991 va passar a anomenar-se amb el seu nom actual. David Sunyer va ser-ne el fundador i director fins a l'any 2005 quan la directora va passar a ser Irene Llongarriu. És membre de l'Agrupació Coral de les Comarques Gironines i també de la Federació Europea de Joves Corals-Europa Cantat. Ha actuat sota la batuta de Johan Duijck, Jean Sourisse, Pierre Cao i John Rutles.
Al llarg de la seva trajectòria ha actuat a llocs com Catalunya, Cantàbria, Castella, França, Anglaterra, Bèlgica i Suècia i Itàlia. Ha interpretat el Carmina Burana (Orff), el Rèquiem (Verdi), el Rèquiem alemany (Brahms) i El Messies (Händel) i diversos tipus de programes, produccions pròpies i obres per a cor i orquestra d'autors com Monteverdi, Purcell, Gluck, Mozart, Händel, Brahms, Schubert, entre d'altres.